# Diciottanni - Il mondo ai miei piedi
Diciottanni - Il mondo ai miei piedi è un film italiano del 2010 diretto da Elisabetta Rocchetti.
Il film è stato presentato in anteprima il 2 ottobre 2010 al Terra di Siena Film Festival ed è uscito nelle sale italiane a partire dal 29 aprile 2011.

## Trama
Ludovico è un diciottenne latin lover. Orfano, vive con suo zio ed è sempre alla ricerca di una nuova donna, anche più grande di lui, con cui andare a letto.
Un giorno Ludovico si innamora di Giulia, l'amante di suo zio. Da quando Ludovico inizia questa relazione, cambia la sua vita, grazie anche all'aiuto del suo migliore amico Luca.

## Riconoscimenti
- Terra di Siena Film Festival 2011
  - Premio della critica MusicFeel
  - Premio al migliore attore protagonista: Marco Rulli
  - Premio alla migliore attrice protagonista: Rosa Pianeta
  - Premio ai migliori attori non protagonisti: Marco Iannitello e Nina Torresi
- Ciak d'oro 2011 - Candidatura per la migliore opera prima
- Globi d'oro 2011 - Globo d'oro speciale a Elisabetta Rocchetti